# C/2000 X6 (SOHO)
 C/2000 X6 (SOHO) — одна з довгоперіодичних параболічних комет. Ця комета була відкрита 2000 року.